# Leptorhabdium caucasicum
Leptorhabdium caucasicum är en skalbaggsart som först beskrevs av Ernst Gustav Kraatz 1879.  Leptorhabdium caucasicum ingår i släktet Leptorhabdium och familjen långhorningar.
Artens utbredningsområde är Iran. Inga underarter finns listade i Catalogue of Life.

## Bildgalleri

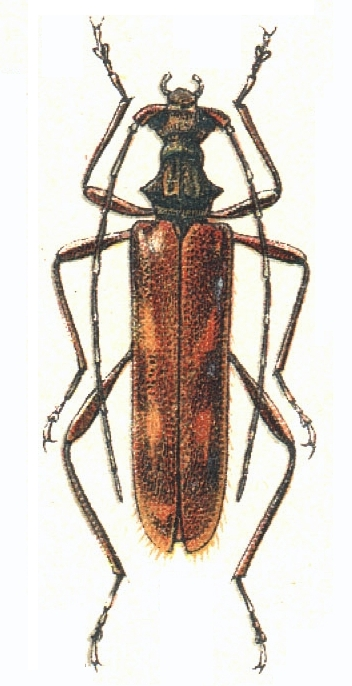